# Сибірський потяг (яйце Фаберже)
«Сибірський потяг» або «Транссибірська магістраль» — ювелірне великоднє яйце виготовлене фірмою Карла Фаберже на замовлення російського імператора Миколи II у 1900 році. Було подароване імператором матері Марії Федорівні.